# محمدحسن نجم
محمدحسن نجم مدیر تولید و تدارکات، تهیه‌کننده و بازیگر سینما اهل ایران است

## زندگی‌نامه
محمدحسن نجم در سال ۱۳۳۷ در تهران متولد شد. از سال ۱۳۵۶ فعالیت خود را در عرصه فرهنگی شروع کرد و بعد از انقلاب با مرحوم علی حاتمی در سریال «هزار دستان» مشغول به فعالیت شد. علاوه بر این در قسمت دکور فعالیت داشت تا به عنوان همکار در بخش تدارکات اداری و مالی همان پروژه اولین همکاری را با ایشان به پایان رساند. همزمان با تولید سریال «هزار دستان» به دلیل توقف‌های طولانی مدت در چند فیلم سینمایی نیز با علی حاتمی همراه شد که «حاجی واشینگتن»، «کمال الملک»، «جعفرخان از فرنگ برگشته» از جمله آنهاست. محمدحسن نجم در طول فعالیت خود با هنرمندان بزرگی از کشور به همکاری پرداخت که حاصل آن فعالیت در فیلم‌ها و سریال‌های مختلف تلویزیونی می‌باشد.

## فیلمشناسی

### مدیر تولید
- ۱ - گل‌چهره (۱۳۸۹)
- ۲ - سنگ، کاغذ، قیچی (۱۳۸۵)
- ۳ - پرونده هاوانا (۱۳۸۴)
- ۴ - سفر به هیدالو (۱۳۸۴)
- ۵ - شام عروسی (۱۳۸۴)
- ۶ - شکلات (۱۳۸۲)
- ۷ - سفر به فردا (۱۳۸۰)
- ۸ - هزاران زن مثل من (۱۳۷۹)
- ۹ - همسر دلخواه من (۱۳۷۹)
- ۱۰ - صنم (۱۳۷۸)
- ۱۱ - عشق + ۲ (۱۳۷۷)
- ۱۲ - فرار مرگبار (۱۳۷۴)

### بازیگر
- ۱ - شکلات (۱۳۸۲)
- ۲ - هزاران زن مثل من (۱۳۷۹)
- ۳ - عشق + ۲ (۱۳۷۷)

### تهیه‌کننده
- ۱ - تراژدی (۱۳۹۲)
- ۲ - بچگیتو فراموش نکن (۱۳۹۰)

## مدیر تدارکات
- ۱ - آقای بخشدار (۱۳۷۰)
- ۲ - بانو (۱۳۷۰)
- ۳ - ناصرالدین شاه آکتور سینما (۱۳۷۰)
- ۴ - گروهبان (۱۳۶۹)
- ۵ - دندان مار (۱۳۶۸)
- ۶ - مادر (۱۳۶۸)